# 아우구스트 케쿨레

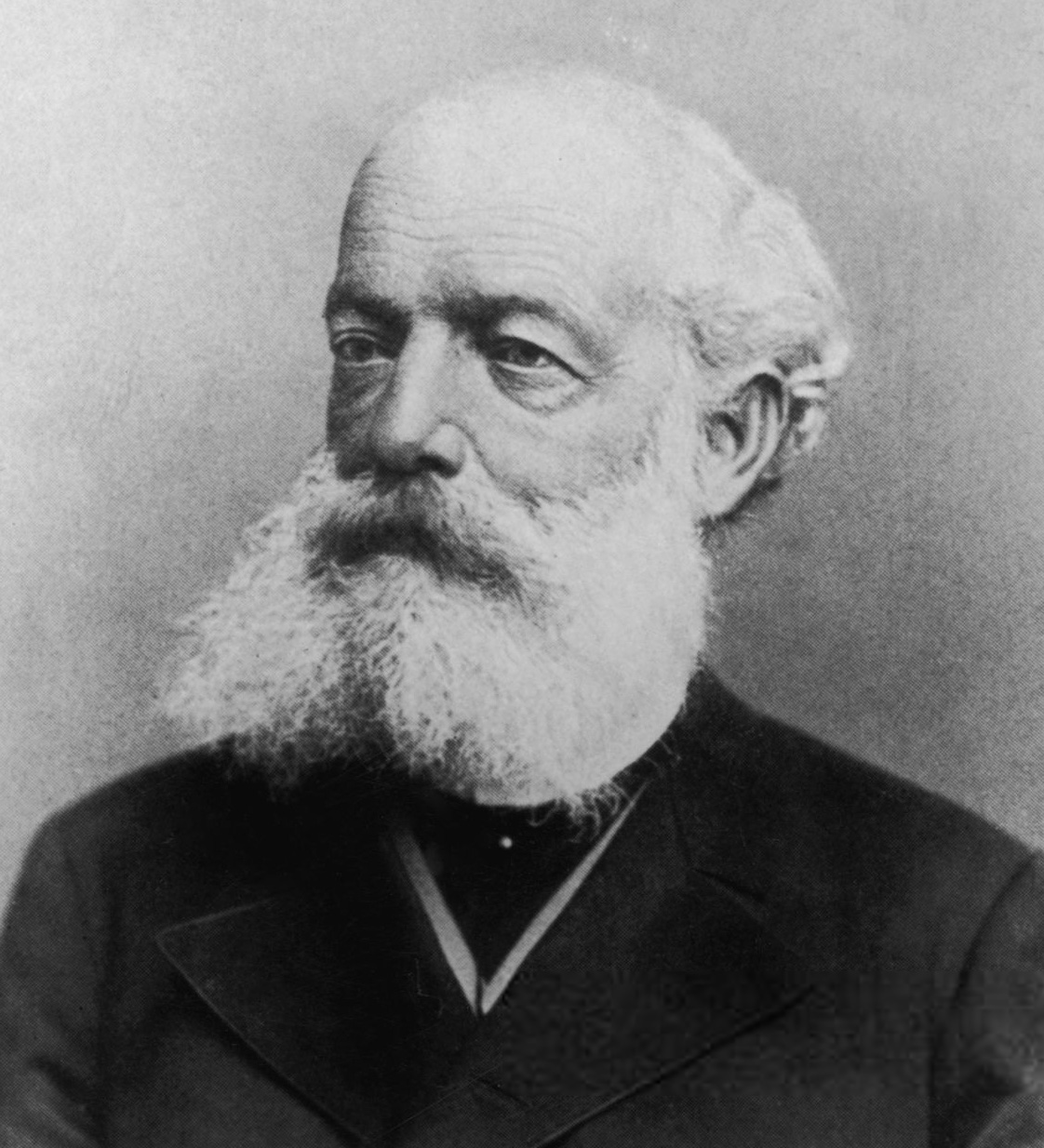
프리드리히 아우구스투스 케쿨레 폰 슈트라도니츠

프리드리히 아우구스투스 케쿨레 폰 슈트라도니츠(Friedrich August Kekulé von Stradonitz, 1829년 9월 7일 ~ 1896년 7월 13일)은 독일의 유기화학자이다.
다름슈타트의 체히 귀족 가문에서 태어났다. 독일 기센대학에 건축학 전공으로 입학하였으나, 화학에 흥미를 느껴 전과하여 당대 최고의 화학자였던 리비히의 지도를 받았다. 학자로서 겐트대학교(1858~1865)와 본대학교에서 교수로 가르치며 연구하였다. 여러 탄소 화합물, 특히 벤젠에 대해 연구하여 벤젠의 육각형 모양 탄소고리구조를 제시했다.
1857년 케쿨레는 탄소의 원자가가 4라고 밝히며, 탄소 원자가 다른 네 원자와 동시에 결합하는 문제를 해결했다고 주장했다. 그의 주장이 출판되어 널리 받아들여졌지만, 1920년대 케쿨레의 자서전을 통해 케쿨레가 아처발드 스콧 쿠퍼(1831-1892)의 이전 연구를 참조하여 탄소의 원자가가 4라는 점을 발견했다는 것이 밝혀지기도 했다.
겐트대학교 교수로 재직하던 1860대 초에 이르러 벤젠의 정확한 분자구조를 알아냈는데, (고대 문화에서 우로보로스라 알려진) 자기 자신의 꼬리를 물고 있는 뱀의 꿈을 통해 이를 발견했다고 한다. 케쿨레는 이렇게 밝혀낸 벤젠의 분자구조식을 1865년 프랑스어판 논문으로 세상에 발표하였다. 일설에는 독일의 화학자 요한 요제프 로슈미트(1821~1895)가 비록 그것이 옳다는 것까지 밝히지는 못했지만, 1862년에 이미 벤젠이 고리구조로 되어있다는 학설을 먼저 주장했다고도 한다.
1896년 케쿨레는 독일의 빌헬름 2세 황제에게 작위를 받으면서 "폰 슈트라도니츠"라는 이름을 붙이게 되었다. 탄소의 원자가가 4라는 점을 밝히고, 이중결합과 단일결합이 교대로 유동하는 벤젠의 육각형 고리구조를 제시한 업적과 노벨 화학상이 제정된 이후, 초대부터 5대까지의 수상자 중에 케쿨레의 제자가 3명이나 포함될 정도로 당시 화학분야 학문 발전에 지대한 영향을 미쳤다는 점 때문에 '유기구조화학의 아버지'라는 명성을 얻었다.

## 같이 보기
- 벤젠